# Du bon usage de la piraterie
Du bon usage de la piraterie : culture libre, sciences ouvertes est un essai du journaliste français Florent Latrive, publié en 2004 chez Exils éditeur  (ISBN 978-2912969590), puis en édition de poche en 2007, chez La Découverte  (ISBN 978-2-7071-5135-3).

## Sujet
L'ouvrage traite de la propriété intellectuelle, dans tous les domaines : produits culturels, logiciels informatiques, médicaments, découvertes scientifiques, inventions techniques. L’auteur y dénonce les abus du droit d'auteur et du copyright, selon lui de plus en plus étendus au seul profit des industriels, et défend l'idée du domaine public et de la culture libre.
L'essai à la fois commercialisé en livre imprimé et disponible gratuitement en ligne sous forme de licence de libre diffusion (CC-BY-NC-SA)